# Scottocalanus securifrons
Scottocalanus securifrons är en kräftdjursart som först beskrevs av T. Scott 1894.  Scottocalanus securifrons ingår i släktet Scottocalanus och familjen Scolecitrichidae. Inga underarter finns listade i Catalogue of Life.